# Brunnhof (Gemeinde Haidershofen)
Brunnhof (früher auch Brunhof) ist eine Katastralgemeinde der Gemeinde Haidershofen im Bezirk Amstetten in Niederösterreich.

## Geografie
Die Rotte liegt nordöstlich von Haidershofen an einem Abhang, in dessen Talsohle die Erla fließt. Die Haager Straße führt östlich am Ort vorbei, von der die Landesstraße L6255 in den Ort führt. Zur Ortschaft zählen auch die Streusiedlung Burg und die Rotten Grub, Hundsdorf, Mondscheinberg und Würzberg.

## Siedlungsentwicklung
Zum Jahreswechsel 1979/1980 befanden sich in der Katastralgemeinde 92 Bauflächen mit insgesamt 54.228 m² und 90 Gärten auf 337.161 m², 1989/1990 waren es ebenso 92 Bauflächen. 1999/2000 war die Zahl der Bauflächen auf 111 angewachsen und 2009/2010 waren es 164 Gebäude auf 280 Bauflächen.

## Geschichte
Im Jahr 1822 wurde der Ort als Rotte mit 15 Häusern genannt, die nach Haidershofen eingepfarrt war, wohin auch die Kinder eingeschult wurden. Die Herrschaft Salaberg und Gleink besaßen die Ortsobrigkeit und übten die Landgerichtsbarkeit aus. Die Herrschaft Gleink besorgte auch die Konskription. Die Untertanen und Grundholde des Ortes gehörten den Herrschaften Dorf an der Enns, Brunnhof, Garsten und Ennsegg.
Laut Adressbuch von Österreich waren im Jahr 1938 in Brunnhof ein Bäcker, ein Gastwirt, ein Wagner und mehrere Landwirte ansässig.

## Landwirtschaft
Die Katastralgemeinde ist landwirtschaftlich geprägt. 567 Hektar wurden zum Jahreswechsel 1979/1980 landwirtschaftlich genutzt und 83 Hektar waren forstwirtschaftlich geführte Waldflächen. 1999/2000 wurde auf 597 Hektar Landwirtschaft betrieben und 83 Hektar waren als forstwirtschaftlich genutzte Flächen ausgewiesen. Ende 2018 waren 582 Hektar als landwirtschaftliche Flächen genutzt und Forstwirtschaft wurde auf 94 Hektar betrieben. Die durchschnittliche Bodenklimazahl von Brunnhof beträgt 43,5 (Stand 2010).